# Josef Schinzel
Josef Schinzel (15. března 1869, Krasov (u Krnova) – 28. července 1944, Olomouc) byl moravský římskokatolický duchovní, kanovník olomoucké kapituly a světící biskup olomoucké diecéze. 

## Život
Josef Schinzel se narodil 15. března 1869 v Krasově (u Krnova) v rodině rolníka. Byl nejstarším z deseti sourozenců. Nestal se pokračovatelem rodu na statku svého otce, ale rozhodl se pro kněžství. Nastoupil do kněžského semináře v Olomouci a po čtyřech letech intelektuální a duchovní formace byl 5. července 1892 vysvěcen na kněze.
Nastoupil jako kaplan do farnosti Svitavy. Zde se jako mladý kněz plně zapojil do pastorace a to jak do oné klasické farní, tak jako exhortátor v práci mezi středoškolskou mládeží a jako animátor katolického dělnického hnutí.
Po šesti letech byl přeložen do Moravské Ostravy. Zde působil od roku 1898 do roku 1907 ve funkci profesora náboženství na Německém gymnáziu. Zároveň vypomáhal s výukou jiných předmětů na dalších německých školách v Moravské Ostravě. Avšak neomezil se jen na práci se studenty. Zapojil se jak do pastorační práce, tak do spolkové činnosti. Zároveň se věnoval dalšímu studiu, které završil slavnostní doktorskou promocí 23. května 1911 na teologické fakultě v Olomouci. Mezitím v roce 1907 přesídlil do Kroměříže. V jeho pracovním nasazení ani v oblastech pastorace se nic zásadního nezměnilo, jen bylo zřejmé, že představení v Olomouci velmi pozitivně hodnotí jeho činnost. V roce 1912 byl jmenován monsignorem, v roce 1913 nesídelním a v roce 1915 sídelním kanovníkem Metropolitní kapituly v Olomouci.
Na začátku roku 1914 se přestěhoval do Olomouce a naplno se věnoval německému katolickému hnutí v olomoucké arcidiecézi. Stal se předsedou Zemského svazu křesťanských Němců Moravy. Už v roce 1905 byl spoluzakladatelem německé Křesťanskosociální strany na Moravě, v roce 1911 byl zvolen jejím předsedou. Za tuto stranu kandidoval jak do říšského, tak do zemského parlamentu. Neuspěl. V roce 1919 byl zvolen do zastupitelstva města Olomouce. Vzhledem k jiným úkolům ale jako radní pracoval jen krátce.
Vznik Československa znamenal velký zlom nejen pro německou katolickou komunitu v novém státě. Němečtí katolíci na severní Moravě a ve Slezsku zmobilizovali své síly. Josef Schinzel se postavil do čela nově vzniklého Lidového spolku německých katolíků severní Moravy a Slezska. Tento spolek až do svého zrušení nacisty v roce 1938 organizoval německý katolický život a to jak směrem k prohloubení jeho duchovnosti, tak ke zvýšení sociální angažovanosti. Kromě mnoha jiného se co dva až tři roky konaly regionální Katholikentagy, tj. katolické sjezdy, na kterých se kromě zážitku duchovní i národnostní pospolitosti také diskutovala společenská témata, aktuální pro německou katolickou komunitu.
Kromě toho již v roce 1914 na základě pokynu arcibiskupa Bauera vytvořil Josef Schinzel Svaz spolků německé katolické mládeže olomoucké arcidiecéze. Jakmile odezněly válečné události, začal skrze tento svaz vytvářet formační prostředí pro německou katolickou mládež. Organizoval poutě, exercicie, různá setkání a sjezdy a také týdenní formační pobyty.
V roce 1922 byl Josef Schinzel jmenován pomocným olomouckým biskupem, což na jedné straně znamenalo posílení duchovního rozměru jeho dosavadní pastorační práce. Na druhé straně musel jako biskup od této chvíle více a univerzálně působit v celé olomoucké arcidiecézi dle přímých pokynů olomouckého arcibiskupa a to především udělováním svátosti biřmování a konáním vizitací farností. Vzhledem k časové vytíženosti postupně rezignoval na funkce ve výše zmíněných spolcích, ale morálně byl jako biskup stále jejich duchovní autoritou. V lednu 1928 byl jmenován místopředsedou německé sekce Katolické akce olomoucké arcidiecéze. Po celostátním katolickém sjezdu v roce 1935 ze zdravotních důvodů na tuto funkci rezignoval.
Nástup Henleinova pronacistického hnutí znamenal těžkou zkoušku pro jeho celoživotní dílo. Toto hnutí dílem ovládlo a dílem zrušilo s výjimkou farní pastorace veškeré církevní struktury německého katolického života. Biskup Josef Schinzel tyto události těžce nesl. To se projevilo i na jeho zdravotním stavu. Lékař mu zakázal de facto jakoukoliv činnost. Musel se stáhnout do ústraní. Zemřel v Olomouci ve své kanovnické rezidenci v pátek 28. července 1944. Pochován byl ve svém rodišti v Krasově 2. srpna.
Jak poznamenává farní krasovská kronika: “Podoben svému Spasiteli a Mistru pevně v loďce života na širém moři stál, stále bdící a stále se modlící, vzpřímený i klečící, rozdával lásku a mír, odvahu a naději všem znaveným a obtíženým, kteří k němu pomoc hledat přicházeli. ‛Odpočinutí věčné dej mu, Pane, a světlo věčné ať mu svítí…‛.“

## Hrob a upomínkový obrázek

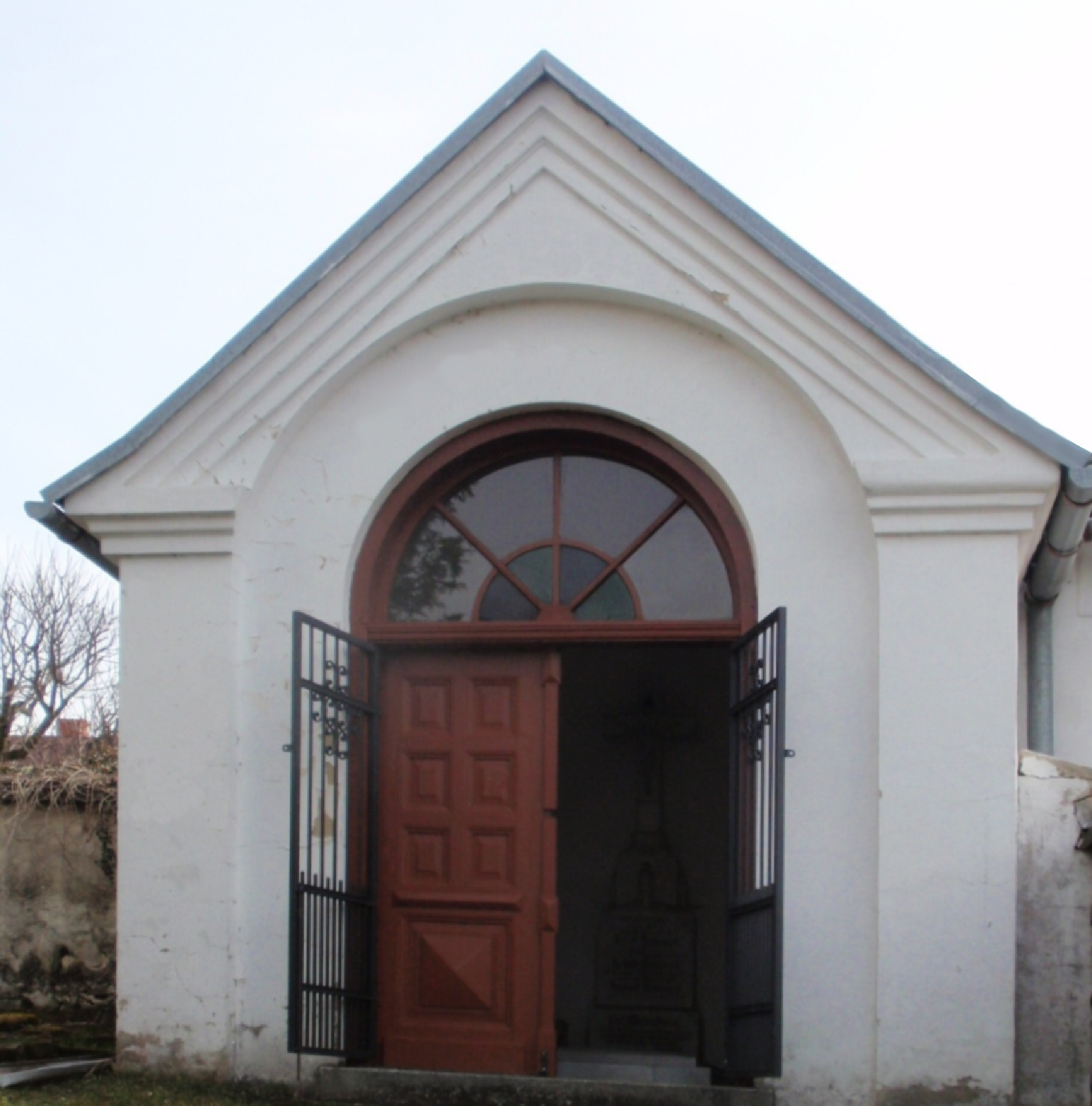
Hřbitovní kaple v Krasově - místo uložení tělesných ostatků Josefa Schinzela
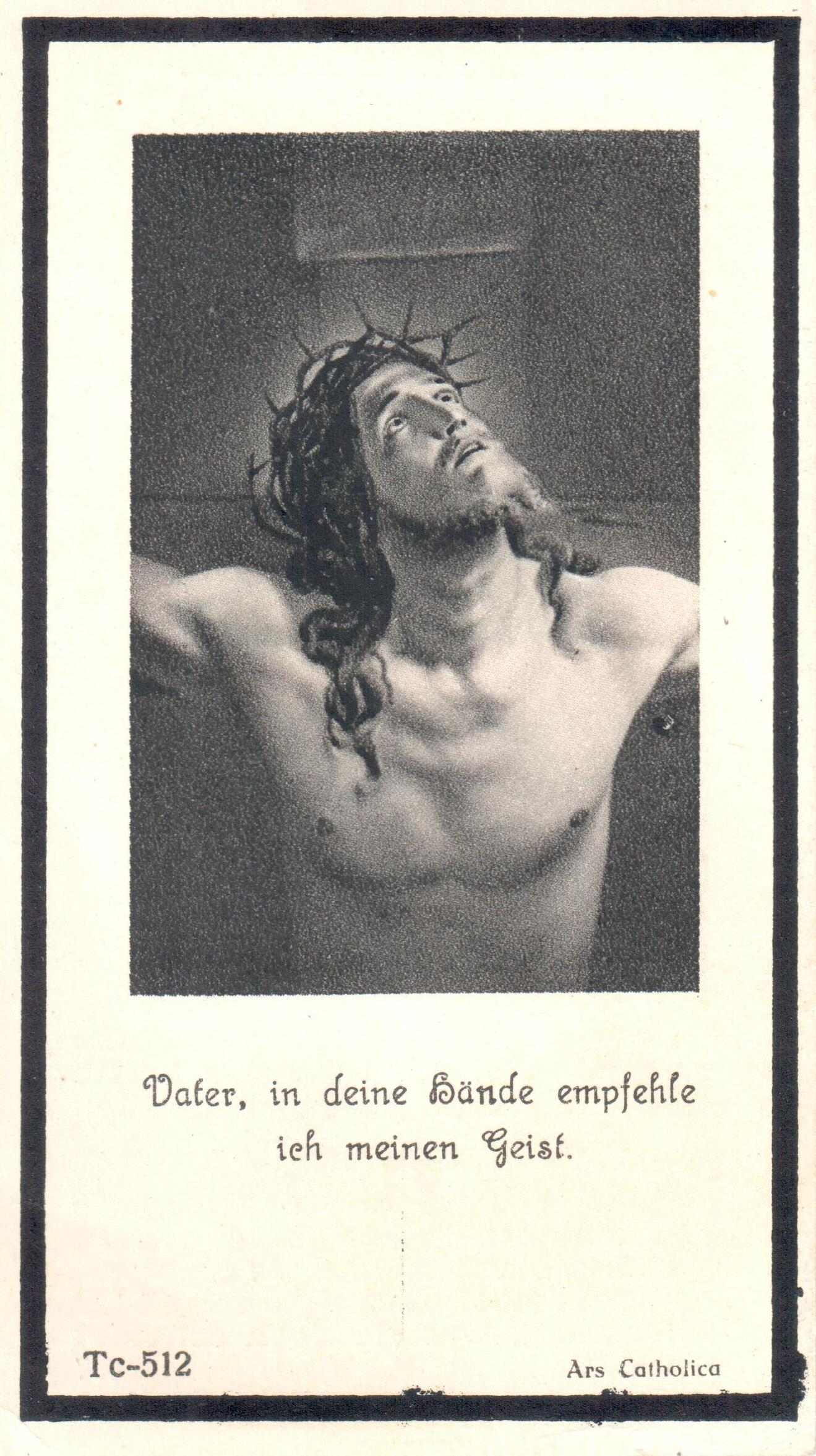
Upomínkový obrázek - líc
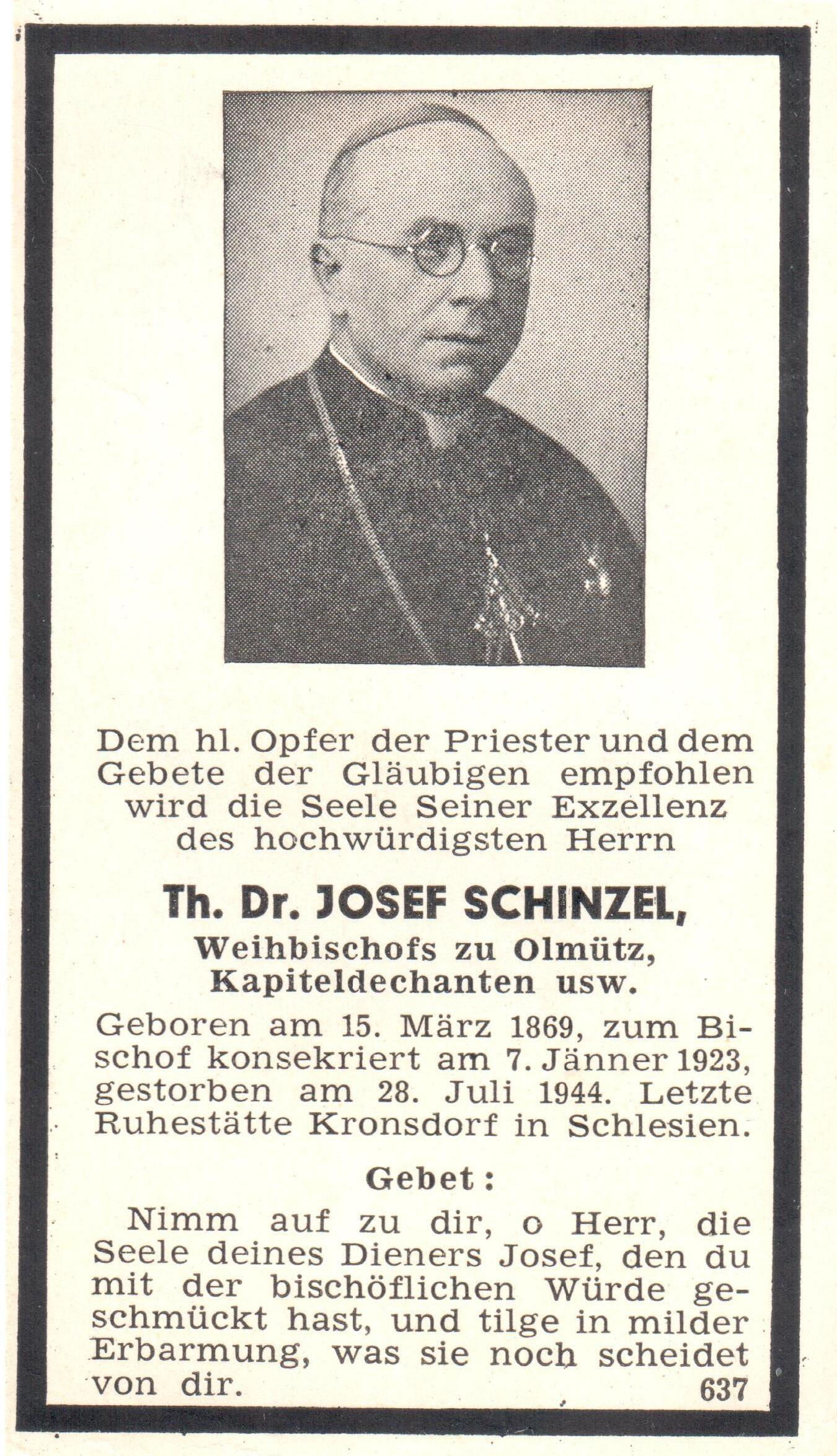
Upomínkový obrázek - rub

## Dílo
- Schinzel Josef, Maximilian Joseph Freiherr von Somerau-Beeckh: Kardinal Fürst-Erzbischof von Olmütz 1836-1853: ein Lebensbild in bewegter Zeit, Wien 1912.